# Microctenochira aciculata
Microctenochira aciculata  (лат.) — вид жуков щитоносок (Cassidini) из семейства листоедов. Эндемики Южной Америки: Аргентина (Jujuy, Misiones) Бразилия (Bahia, Rio de Janeiro; Santa Catarina, Sao Paulo), Парагвай (Caagualu).
Форма тела уплощённая. Растительноядный вид, питается растениями семейства вьюнковые (Convolvulaceae: Ipomoea batatas), бобовые (Phaseolus sp.).